# Tarun Gogoi

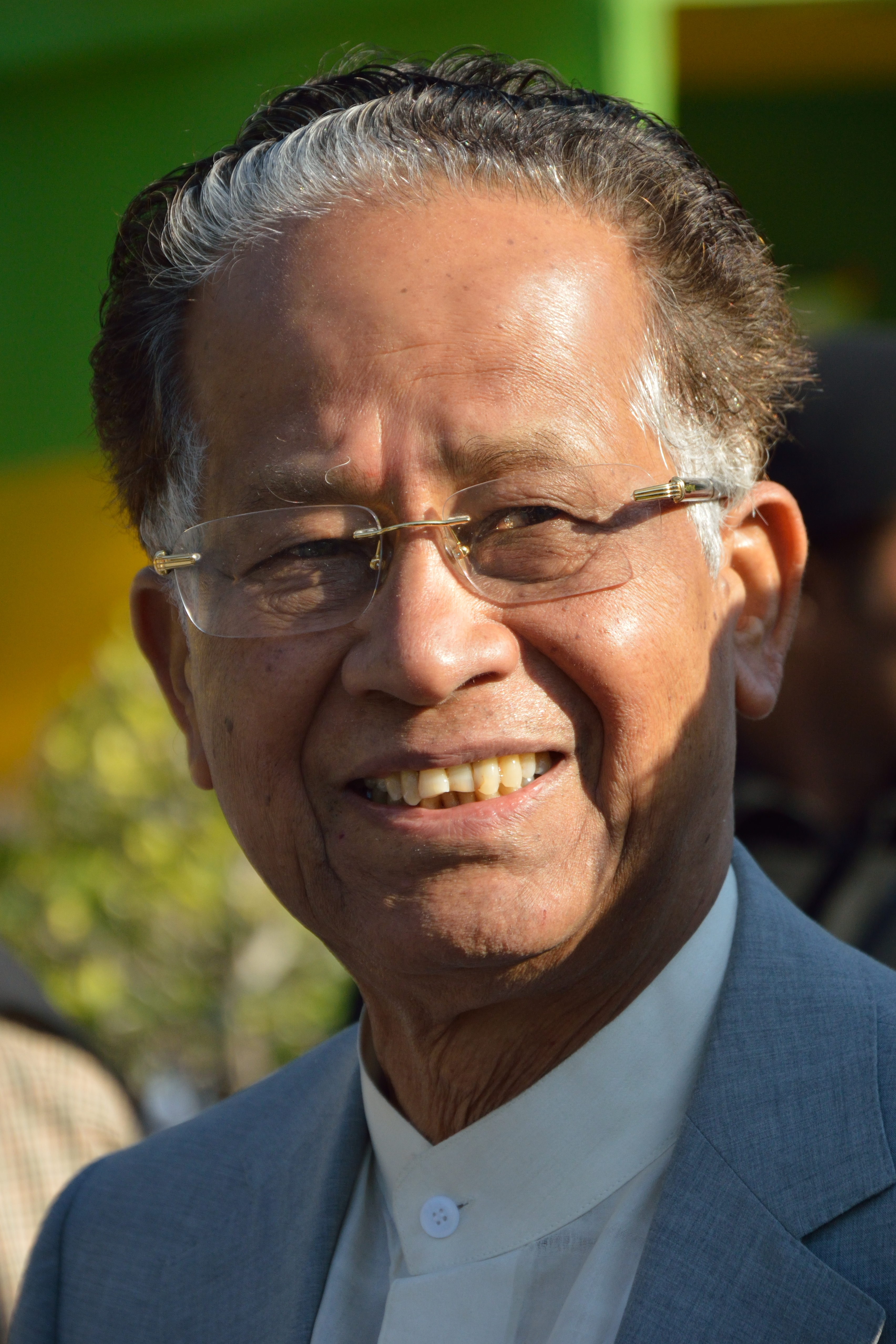
Tarun Gogoi

Tarun Gogoi (* 11. Oktober 1934; † 23. November 2020) war ein indischer Politiker. Von  2001 bis 2016 war er Chief Minister des Bundesstaates Assam. Er war ein Mitglied der Partei Indischer Nationalkongress.

## Frühe Lebensjahre
Gogoi wurde am 1. April 1936 in eine ethnische assamesische Tai-Ahom-Familie im Rangajan Tea Estate, dem ehemaligen Bezirk Sibsagar, heute dem Bezirk Jorhat in Assam, geboren. Sein Vater Kamaleshwar Gogoi war Arzt im Rangajan Tea Estate und seine Mutter Usha Gogoi war die jüngere Schwester des assamesischen Dichters Ganesh Gogoi.
Er begann seine Grundschulausbildung an der Rangajan Nimna Buniyadi Vidyalaya Nr. 26 (untere Grundschule), bevor er zur Jorhat Madrassa School (bis Klasse IV) und zur Bholaguri High School (bis Klasse VI) wechselte. Er absolvierte sein Higher Secondary School Certificate (HSLC) an der Jorhat Government High School, bevor er das Jagannath Barooah College abschloss. Er erhielt seinen Bachelor of Laws (LLB) an der Gauhati University.

## Politische Karriere
Gogoi begann seine politische Karriere 1968 als Mitglied des Gemeindevorstands von Jorhat, bevor er 1971 von Jorhat in den fünften Lok Sabha gewählt wurde. Er vertrat Jorhat in Lok Sabha während der nächsten beiden Amtszeiten bis 1985. Er vertrat Kaliabor zwischen 1991 und 1996 im zehnten Lok Sabha und zwischen 1998 und 2001 im zwölften und dreizehnten Lok Sabha. Er trat mittelfristig aus dem dreizehnten Lok Sabha aus, um nach insgesamt sechs Amtszeiten als Abgeordneter im Jahr 2001 sein Amt als Chief Minister of Assam zu übernehmen.
Während seiner zweiten Amtszeit im Lok Sabha wurde er 1976 unter Premierministerin Indira Gandhi zum gemeinsamen Sekretär des All India Congress Committee (AICC) gewählt. Später war er von 1985 bis 1990 Generalsekretär der AICC unter Premierminister Rajiv Gandhi. Er war zwischen 1991 und 1996 im indischen Unionskabinett unter Premierminister P. V. Narasimha Rao als Staatsminister der Union im Ministerium für Lebensmittelindustrie tätig. Er war Mitglied des Ausschusses für staatliche Zusicherungen, des Beratenden Ausschusses, des Ministeriums für Erdöl und Erdgas der Union und des Ausschusses für auswärtige Angelegenheiten im zehnten Lok Sabha. Im dreizehnten Lok Sabha war er Mitglied des Eisenbahnausschusses.
Er war von 1986 bis 1990 Präsident des Assam Pradesh Congress Committee (APCC), bevor er 1996 erneut zum Präsidenten ernannt wurde. Durch seine Karriere als Gesetzgeber hat er vier Amtszeiten als Mitglied der Legislative Assembly (MLA) gedient. Er vertrat erstmals den Wahlkreis Margherita zwischen 1996 und 1998 und den Wahlkreis Titabar seit 2001.
Er wurde 2001 zum Chief Minister of Assam gewählt, nachdem er den indischen Nationalkongress zum Sieg bei den Wahlen zur gesetzgebenden Versammlung geführt hatte, und führte die Partei zu einem Rekord von drei aufeinanderfolgenden Wahlsiegen im Bundesstaat, der sich als der am längsten amtierende Chief Minister des Bundesstaates in einem Land herausstellte. Seine Amtszeit dauerte von 2001 bis 2016. Aufgrund von Meinungsverschiedenheiten innerhalb der Partei, in der 32 MLAs zurückgetreten waren, konnte er den indischen Nationalkongress bei den Parlamentswahlen 2016 nicht zum Sieg führen. Sarbananda Sonowal von der Bharatiya Janata Party gewann die Wahlen und wurde Ministerpräsident.

### Politisches Erbe
In seiner Karriere als Ministerpräsident von Assam wird Gogoi zugeschrieben, die vielen militanten Outfits, die im Staat operieren, einschließlich der Vereinigten Befreiungsfront von Asom (ULFA), an den Verhandlungstisch gebracht und den militanten Aufstand innerhalb des Staates gemildert zu haben. Es wird angemerkt, dass zu Beginn seiner Amtszeit der militante Aufstand auf dem Höhepunkt des Staates war, mit mehreren Bombenexplosionen in Guwahati, die durch ULFA, Unruhen und gewaltsame Forderungen nach Beitritt in der Bodoland Territorial Region sowie militante Angriffe auf Hindi-Sprecher ausgelöst wurden.  Als er seine Amtszeit als Ministerpräsident beendete, galten eine Verbesserung von Recht und Ordnung und eine relativ gewaltfreie Amtszeit als sein Vermächtnis.
Ihm wird auch zugeschrieben, dass er die Haushaltslage des Staates verbessert, den Staat aus dem Bankrott herausheholt und eine wirtschaftliche Wende bei der Umsetzung verschiedener staatlicher Hilfsprogramme, insbesondere für die ländlichen Gebiete, herbeigeführt habe. Seiner Initiierung von Entwicklungsprojekten im Staat wird zugeschrieben, die Kapitalflucht aus dem Staat gestoppt zu haben.
Die Aktualisierung des Nationalen Bürgerregisters für Assam begann während seiner Amtszeit als Ministerpräsident.

## Persönliches Leben
Gogoi heiratete am 30. Juli 1972 seine Frau Dolly Gogoi, einer Zoologin der Gauhati-Universität. Das Paar hat zwei Kinder, eine Tochter, Chandrima Gogoi, einen MBA, und einen Sohn, Gaurav Gogoi, ein Mitglied des Parlaments von Kaliabor. Sein Sohn hat einen Abschluss in öffentlicher Verwaltung von der New York University.
Er starb am 23. November 2020 im Gauhati Medical College and Hospital an COVID-19-induzierten Komplikationen und multiplem Organversagen. Zuvor war er am 26. August 2020 mit COVID-19 ins Krankenhaus eingeliefert worden und hatte eine Blutplasmatransplantation erhalten.
Zuvor hatte er sich im letzten Teil seiner zweiten Amtszeit als Ministerpräsident mehreren Herzoperationen unterzogen, darunter eine Bypass-Operation, ein Aortenklappenersatz und ein Verfahren zur künstlichen Vergrößerung der Aorta am Asian Heart Institute in Mumbai. Er hatte kurz vor den Wahlen für seine dritte Amtszeit im Jahr 2011 eine zusätzliche Operation, um seinen künstlichen Herzschrittmacher zu ersetzen. Gogoi hatte seine Partei zu einem Sieg in der dritten Amtszeit geführt und sich von diesen gesundheitlichen Problemen erholt.